# Lomnice (Moravia meridionale)
Lomnice (in tedesco Lomnitz) è un comune mercato della Repubblica Ceca facente parte del distretto di Brno-venkov, in Moravia Meridionale.